# Carro soccorso

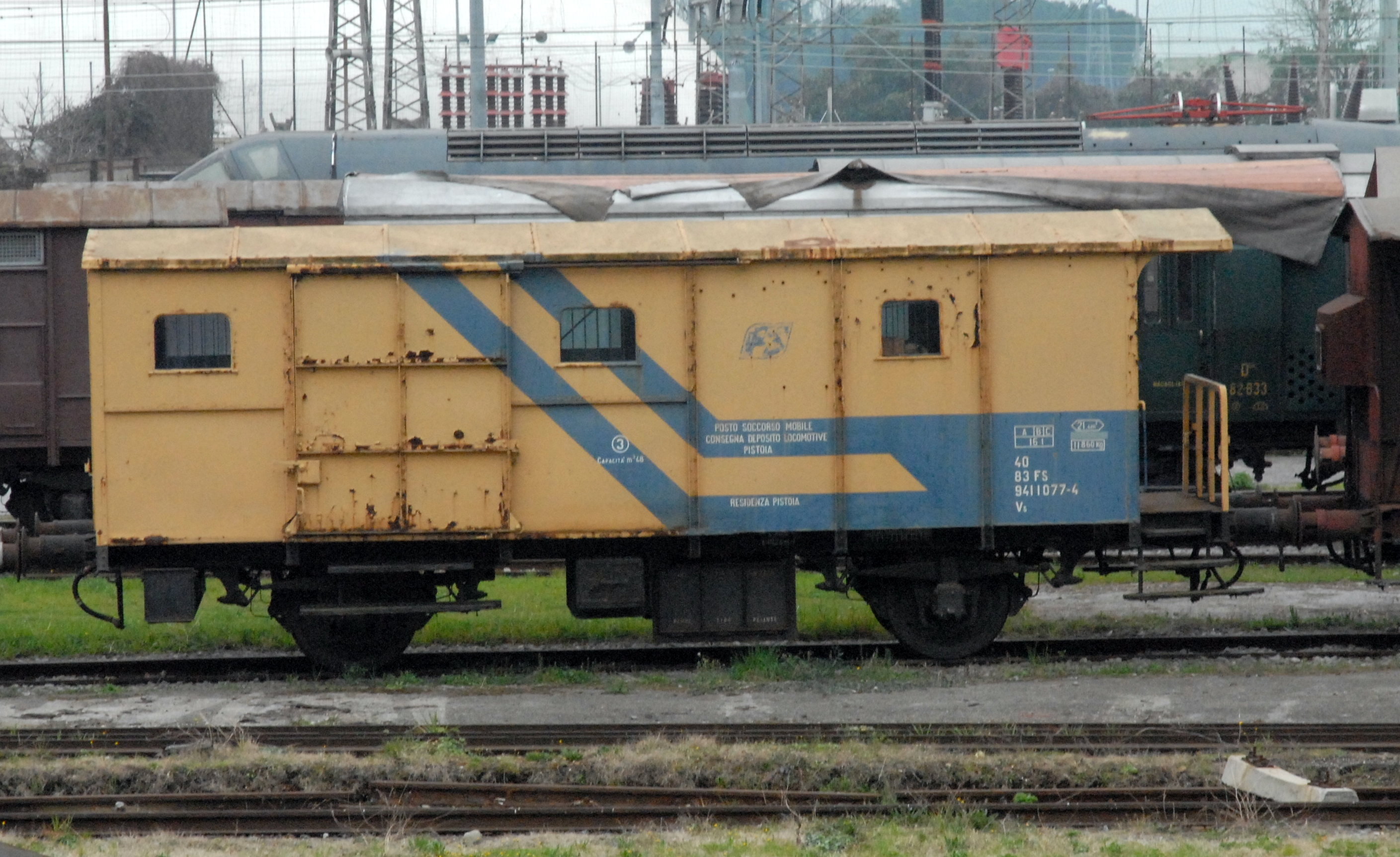
Carro soccorso sussidiario accantonato a Pistoia

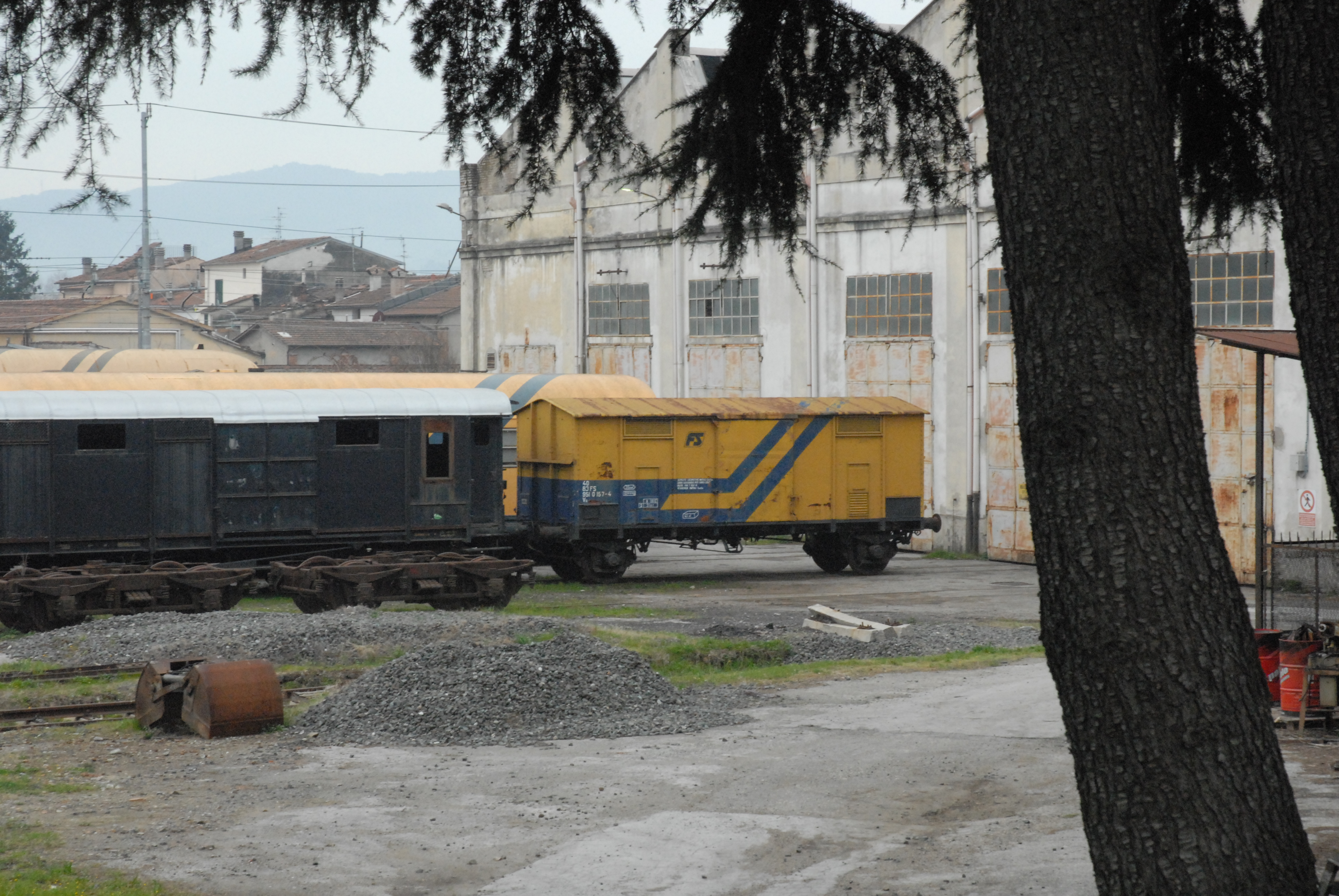
Carri officina, magazzino attrezzi e carri soccorso vari accantonati a Pistoia

Il carro soccorso è un particolare vagone ferroviario attrezzato, classificato tra i carri di servizio, che in genere viene agganciato ad altri carri soccorso e ad una locomotiva al fine di ottenere un treno di pronto intervento atto a risolvere inconvenienti di esercizio come guasti in linea, deragliamenti o incidenti ferroviari.

## Storia
I primi carri soccorso delle Ferrovie dello Stato italiane nacquero alla fine degli anni trenta ottenuti dalla trasformazione di vecchie carrozze ex-austriache, preda bellica della prima guerra mondiale, che vennero adattate ad officina mobile e deposito attrezzi. In seguito vennero aggiunti altri carri derivati da bagagliai a due assi. La colorazione data loro fu il grigio, livrea tipica dei veicoli di servizio fino agli anni settanta.
Negli anni sessanta nell'ambito dei programmi di modernizzazione e potenziamento vennero inseriti anche quelli relativi alle operazioni di soccorso; si decise di utilizzare 4 carrozze ferroviarie di tipo Bz 30.000 e trasformarle in carri soccorso moderni e ben attrezzati. Vennero tagliati i vestiboli estremi chiusi e trasformati in aperti a terrazzino per un agevole carico e scarico delle attrezzature; la dotazione era completa di gruppi elettrogeni, compressori d'aria, attrezzi manuali ed elettrici, bombole per saldatura e taglio metalli, binde e argani, cavi e quanto necessario. Completavano l'attrezzatura i fari esterni di illuminazione dell'area di lavoro e una monorotaia con paranco sospesa all'interno del sottotetto per il carico, lo spostamento o lo scarico delle attrezzature pesanti. Vi furono ricavati inoltre vani per il personale, cucina, armadietti tavoli e quanto occorrente per l'occasione.
Costituirono la serie Vsz 971 1 000-003 a carrelli e costituirono il modello su cui si basarono le successive serie costruite interamente ex novo.
Negli anni settanta facendo tesoro dell'esperienza vennero costruiti 23 nuovi carri soccorso a carrelli immatricolati come Vsz 975 1 500-522 dotandoli di attrezzatura completa e assegnandoli agli impianti principali della rete FS; nello stesso decennio vennero costruiti inoltre ulteriori 60 carri soccorso, ma più piccoli e a due assi per il resto degli impianti di rete assicurando così una più capillare organizzazione di soccorso ai treni in linea. La loro immatricolazione fu nella serie Vs 951 1 000-060.
A sussidio dei carri citati vennero, nel tempo, attrezzati anche dei carri soccorso sussidiari ricavati dalla trasformazione di vecchi carri merci tipo G usati come magazzino o estensione della dotazione di attrezzature.
A partire dagli anni ottanta in concomitanza con l'estensione delle nuove livree dei treni, MD e navetta, anche i carri soccorso hanno ricevuto una vistosa colorazione in giallo con fasce blu che li distingue nettamente da ogni altro veicolo ferroviario. In tempi recenti, con i nuovi assetti societari, la dislocazione e il numero dei carri soccorso attivi è stata fortemente ridimensionata secondo analisi statistiche di probabilità degli inconvenienti di esercizio che se da un lato assicura una consistente economia di gestione dall'altro prolunga, a volte anche di molto, il tempo di interruzione del traffico ferroviario.

## Caratteristiche
- Serie prototipo Vsz 971: a carrelli; massa 52 t a pieno carico; lunghezza 19.700 mm
- Serie Vsz 975: a carrelli; massa 53 t a pieno carico; lunghezza 22.500 mm
- Serie Vs 951: a 2 assi; massa 29 t a pieno carico; lunghezza 14.000 mm